# Asedio de La Vela de Coro
El Asedio de La Vela de Coro (1821-1822) fue un enfrentamiento militar librado durante la Guerra de Independencia de Venezuela entre las fuerzas del Reino de España y la República de la Gran Colombia, con victoria de las primeras. Fue el comienzo de la última etapa del conflicto: la campaña de Occidente.

## Antecedentes
Los realistas sobrevivientes de la batalla de Carabobo empezaron a llegar a Puerto Cabello al día siguiente al desastre desde Valencia, destacando el batallón Valencey. Solo habían sobrevivido del ejército monárquico esa unidad, la caballería llanera y su Estado Mayor. El coronel Antonio Rangel avanzó hasta la población y empezó su bloqueo mientras el Libertador Simón Bolívar entraba en Caracas el 29 de junio de 1821. El coronel José Pereira, jefe de la guarnición monárquica de la capital, se retira a La Guaira, pero al no recibir la protección de la escuadra francesa anclada en el puerto a las órdenes del contraalmirante Pedro Roque Jurien de la Graviére, debió capitular ante Diego Ibarra el 1 de julio. El 1 de agosto de Bolívar sale a Santafé de Bogotá. Durante ese tiempo, el capitán Ángel Laborde y Navarro lograra embarcar a miles de monárquicos para llevarlos fuera de Venezuela.
Pero La Torre no estaba vencido, en los meses siguientes reunió a los demás supervivientes, eran 4.000 hombres según los historiadores Jesús María Henao, José Gil Fortoul, Bartolomé Mitre y Salvador de Madariaga, aunque Álvaro Valencia Tovar rebaja la cifra a 3.000 y el Libertador aún más, a sólo 2.000. Este último temía que sus enemigos reunieran más de 3.000 soldados en ese puerto porque la guerra podría reiniciarse. La cifra más alta la propone el historiador realista Mariano Torrente con 4.000 a 5.000 efectivos. La Torre afirmaba contar con 2.550 soldados, «entre hábiles, inútiles y enfermos», para defender Puerto Cabello. Eso sin incluir a la guarnición de Cumaná y algunas guerrillas en Coro y los montes alrededor de Caracas.
Sólo 1.400 eran los últimos supervivientes de la expedición de Pablo Morillo, veteranos disciplinados y organizados que debían actuar apoyados en guerrillas acéfalas. Por eso, la mayor parte de sus tropas eran milicianos locales y no soldados regulares. Indios, negros y mulatos apoyaron la causa monárquica, en parte por su resentimiento hacia los criollos y mestizos, nutriendo masivamente las guerrillas realistas. Irónicamente, en años anteriores la guerra de guerrillas había resultado vital para los republicanos al permitirles derrotar a fuerzas enemigas que los duplicaban en número en su mejor momento. Según el historiador militar venezolano, coronel Tomás Pérez Tenreiro, y su colega español Francisco Morales Padrón, el coronel realista Manuel Carrera y Colina: «El año de veinte у dos creó y organizó los batallones ligeros Cazadores del General, Leales Corianos y Casicure, y aumentó el de Barinas que estaba en cuadro, todos cuatro con las fuerzas de novecientos a mil hombres cada uno». Sin embargo, documentos de la época indican que en enero de 1822, con aprobación de La Torre, se crearon en La Vela los batallones Leales Corianos, con Carrera como comandante, y Cazadores de Casicure. La primera unidad fue una refundación del Cazadores de Coro y las compañías de flanqueadores, evento que Carrera aprovechó para ascender a los oficiales por sus acciones de guerra o necesidades organizativas del nuevo batallón. En cambio, el Cazadores del General se formó en Puerto Cabello. Lo cierto es que se seguía una política empleada por Morales de continuamente formar nuevas unidades.
Con refuerzos y armas de la Capitanía General de Cuba armó una escuadra de dos corbetas, cuatro bergantines y cinco goletas a los que se sumaron tres navíos venidos de Cumaná al mando del capitán de fragata Francisco de Paula Topete, pero uno de ellos, la corbeta Bailén, necesitada de importantes reparaciones, quedó varada en Puerto Cabello y fue finalmente desmantelada y sus restos vendidos.

## Fuerzas enfrentadas

### Realistas
El marino e historiador venezolano, Bernardo Jurado Toro, creía que la expedición se componía originalmente de 400 soldados transportados en el bergantín de guerra Hércules, la goleta Morillo y cuatro transportes corsarios. Su compatriota, Edgar Esteves González, eleva el número de soldados a 450 y su colega, Delfina Fernández Pascua, a 600. El cronista de la época Feliciano Montenegro Colón, da la cifra más alta, 1.200 plazas. Fernández Pascua afirma que Carrera se sumó tarde y con apenas 200 hombres, lo que impidió acorralar a la guarnición.
En una carta, La Torre afirmaba que reunió en las cercanías de Coro «a 300 hombres del [batallón] Leales Corianos y componiendo una fuerza de 700 hombres [con los que] puse el sitio». Posteriormente, en su libro Recuerdos..., publicado varias décadas después, afirma que desembarcó con 400 hombres, sumando después varias partidas del Leales Corianos hasta contar con 700 efectivos, un obús y un cañón de 4 libras. El cirujano realista, Manuel de Jesús Arocha Fernández, escribió «Nuestra división se compone de más de mil doscientos hombres en este punto, incluso los de la expedición», a los que se sumaban 200 que estaban en Los Puertos de Altagracia, 300 reunidos por el teniente coronel Lorenzo Morillo en Siquisique y varias partidas ambulantes. Según el historiador venezolano Nicolás González Chávez eran 1.700 realistas al comenzar el asedio, aunque rápidamente se redujeron por las bajas a 1.500.

### Patriotas
Según la carta de La Torre, a los 200 soldados que inicialmente guarnecían La Vela se sumó la tropa en Baraibed, totalizando menos de 600 defensores. Sin embargo, posteriormente, en el mismo escrito, afirma «este Pueblo [La Vela de Coro] que guarnecían 800 hombres, distribuidos en cinco fuertes y artillados con 22 piezas, entre ellas dos de a 24 [libras]». En la carta, La Torre estimaba a los defensores capturados en 1.000. En cambio, en sus Recuerdos agrega el dato que dos de esas piezas estaban en un buque acoderado. El médico Arocha Fernández estimaba «la división enemiga que ocupaba esta Provincia compuesta de más de 800 hombres mandados por Gómez». Diego Alegría, intendente interino y jefe superior político en Puerto Cabello, afirmaba en un oficio que se rindieron tras 10 días de asedio 824 hombres en La Vela, a una legua de Coro.
El historiador colombiano, Juan Manuel Restrepo afirmaba que en La Vela había 1.000 reclutas de la provincia y 200 soldados en Cumarebo. Aunque su colega venezolano, José Domingo Díaz, decía que eran 1.500 republicanos. Montenegro Colón afirma que los realistas creían que Gómez disponía de 1.500 efectivos, pero en realidad eran apenas «500 hombres de infantería y alguna caballería». González Chávez da la estimación más baja, entre 400 y 500 patriotas. El chileno Francisco Rivas Vicuña se refiere a que Gómez se retiró con 1.000 reclutas a La Vela.

## Asedio
Desde septiembre los generales Justo Briceño Otálora y Rafael Urdaneta encabezan las operaciones contra la provincia de Coro con las divisiones de los coroneles Juan de Escalona, Juan de los Reyes Vargas, León Pérez, José de los Reyes González y Juan Gómez. El coronel Carrera lideraría la resistencia realista en la provincia entre 1821 y 1823. Dicho territorio había servido como refugio, baluarte y cabeza de puente para los intentos de reconquista realista desde 1812: «Coro sólo fue superado en sus sentimientos realistas por la irreductible Pasto». Tenía 1.000 infantes y 110 jinetes en total, pero más de la mitad sin armas, organizados en los batallones Leales de Coro, Leales de Pedregal y Paraguaná. Los republicanos dispusieron que 4.000 efectivos asediaran Puerto Cabello, 1.000 guarnecieran Cumarebo y 800 se embarcaran en la flotilla de Luis Brión, y los realistas respondieron con una ofensiva.
Finalmente, Briceño con una fuerza de 1.100 infantes y 200 jinetes ocupa Coro el 18 de septiembre, desalojando a sus 900 defensores mientras el coronel realista Carrera huye a San Luis para reunir a sus seguidores y armar una guerrilla con la que desgasta lentamente a sus enemigos. El 23 de septiembre, embosca con 400 guerrilleros al coronel Francisco José Gil y sus 250 soldados, destrozando a su unidad en Santa Ana. Ambos personajes se vuelven a enfrentar a finales de mes en San Francisco, donde Gil y 1.300 patriotas se vengan de Carrera y sus 800 seguidores. El 1 de octubre, Carrera derrota con 400 realistas a los 200 soldados que mandaba coronel Reyes Vargas en Baragua.
Finalmente, el 6 de octubre Carrera ataca Coro con 500 infantes y algunos jinetes, defendida por el teniente coronel León Pérez y 130 soldados parapetados en una casa con un cañón de 4 pulgadas. Lograron defender el sitio pero se retiraron al puerto de La Vela de Coro, allí la tropa se amotinó contra Briceño y nombró a su segundo, el coronel Gómez, nuevo comandante. Este último recuperó Coro con 400 soldados ante la petición de los vecinos que sufrían los saqueos de Carrera y envió a León Pérez con otros 200 efectivos y 2 cañones a Buena Vista. La tropa que originalmente había recibido se componía de 1.200 hombres, pero ahora se reducía a un millar de hombres y ciento cincuenta caballos, aunque otras fuentes hablan de apenas cuatrocientos soldados; Carrera lo tenía rodeado con seiscientos combatientes. Gómez fue atacado el 6 de noviembre, quedando atrincherados en el convento de San Francisco. Solo la llegada de León Pérez el día 9 salvo la situación. A la jornada siguiente los realistas se retiran pero no fueron perseguidos por falta de caballería y municiones.
Las guerrillas de Carrera contaban con la ventaja del conocimiento del terreno, el cual era árido, con escasas y ocultas fuentes de agua y avituallamiento e intrincadas serranías que dificultaban la vida a todo invasor. El único camino que comunicaba Coro con Caracas surcaba montañas, numerosos ríos y extensas zonas despobladas, más fácil era la comunicación marítima a través de La Vela. Además, sus combatientes tenían años de experiencia en combate. El apoyo de los principales vecinos y la vasta mayoría de la población coriana a las guerrillas fue lo que convenció al capitán general de enviar una expedición a auxiliar a Carrera. También estaba la necesidad de deshacerse del exceso de tropas que consumían los víveres y ocupaban espacio en Puerto Cabello. Para noviembre, Carrera controlaba toda la provincia excepto La Vela y Paraguaná.
Al saber de estos eventos, el capitán general y brigadier, Miguel de la Torre, zarpó el 12 de diciembre para dicha provincia. Desembarcó dos días después, en la noche del 14 al 15, en Los Taques y marchan por tierra hasta Coro, donde se les une Carrera. Los patriotas tenían atrincherados 400 hombres en el fuerte de Baraibed, enviando la mitad a intentar detener el desembarco pero fracasaron. Cuando los monárquicos entraron en la localidad el día 17 encontraron la localidad evacuada; los defensores se habían llevado la artillería a La Vela. La Torre se había adueñado de la península de Paraguaná.
Entran en la ciudad el 19 de diciembre. De inmediato avanzan contra el puerto pero los dos asaltos iniciales resultan en un fracaso. El comandante republicano de la provincia, coronel Juan Gómez, se había atrincherado en el muelle, aunque envió parte de su tropa a Cumarebo. La Torre ocupa las estancias del Carrizal y le niega todo suministro al enemigo. Finalmente, el 29 de diciembre fingen retirarse y Gómez sale en su persecución pero vuelven caras y lo destrozan. El 4 de enero de 1822, La Torre ocupó Cañisal, altura dominante de la zona, donde estableció dos cañones e intimó a sus enemigos a rendirse, lo que fue negado. En la madrugada siguiente dejó 150 soldados del batallón ligero Hostalrich y con los hombres del Barinas y el Leales Corianos entró en el cementerio y algunas casas contiguas al pueblo. Los patriotas usaron su artillería e hicieron dos salidas para intentar desalojarlos de esos puntos, pero sólo sufrieron fuertes bajas. Así, Gómez ordenó retirarse a los fuertes sin poder realizar un fuego constante de artillería desde esos puntos. Los días 6 y 7 el intercambio de artillería continuó, mientras los realistas hicieron esfuerzos para cortar las comunicaciones entre un fuerte y los demás, y extraer un cañón de los buques para emplazarlo en un punto ventajoso. El 7 de enero, llegaron a Los Taques otros dos barcos de guerra realistas, causando pánico entre los defensores, que se ven aislados de la llegada de víveres por mar. Aprovechando esto, el capitán general les propone una nueva capitulación. Gómez, con sus fuerzas mermadas tuvo que capitular el 9 de enero. Con él también se estipula la rendición de la guarnición de Cumarebo.

## Consecuencias
Los prisioneros republicanos tuvieron tres opciones: unirse a los realistas, comprometerse a no volver a combatir y volver a sus hogares (desarmados) o mantenerse fieles a la República y esperar a ser canjeados por igual número de cautivos realistas. Fueron 334 los que escogieron esta última opción. Todas las armas, navíos y posesiones de los vencidos pasaron a poder monárquico. El botín, según el parte de guerra, fue de 1.067 prisioneros, de los cuales 600 pasaron al bando realista, 22 piezas de artillerías, 1.250 fusiles, 25 cartuchos y 8 quintales de pólvora. El almirante e historiador venezolano Bernardo Antonio Jurado Toro respeta el número de prisioneros y cañones capturados, aunque reduce los fusiles a 700 y menciona que también se hicieron con una bandera. En una carta donde La Torre le pide a Morales que haga publica su victoria y le avisa que la población de Coro estaba dispuesta a tomar las armas en nombre del rey, dice que se capturaron 1.000 prisioneros, 22 cañones, 700 fusiles, 6 cajas de guerra, una bandera, municiones y demás. Sin embargo, la historiadora Delfina Fernández Pascua considera al número de prisioneros que cambio de bando exagerado en un centenar aproximadamente y señala que Gómez tenía 824 hombres el día 9. Dos días después, lo acompañaron al cautiverio 315 patriotas, lo que implica que el número de republicanos que se pasaron a los realistas fue de 509. De los soldados que siguieron a Gómez, 23 eran de Marina, 43 de la artillería que transportaba y 27 de caballería.
De todas maneras, la victoria le dio ánimos al capitán general, quien consideró que la ocupación de Coro podía ser el punto de partida para reconquistar Venezuela. En la capitulación también se acordó que los patriotas no podrían hacer la guerra en la provincia y debían evacuar Coro y Cumarebo, mientras que los oficiales realistas que se habían rendido en La Guaira y Cumaná podrían volver a tomar las armas.
Con los voluntarios corianos organiza una división de 1.500 hombres al mando del coronel Juan Tello y apoyada por una columna de los veteranos batallones Barinas y Hostalrich. Esta fuerza veterana acampa en San Miguel de Tocuyo con órdenes de hacer levas, a continuación La Torre vuelve a Puerto Cabello con algunos coriano. Gracias a este movimiento el capitán general había reiniciado la guerra, recuperado una provincia leal a su causa y organizado una poderosa fuerza de 3.000 combatientes, de los que 200 eran jinetes. En el parte antes mencionado y que no tiene un remitente conocido, La Torre proclamaba que «la provincia [de Coro] ofrece 2.500 hombres valientes», con lo que «la fuerza armada de Coro alcanza a 2.800 hombres». En su oficio, Alegría dice que con la captura de Coro y La Vela el ejército aumentó a «tres mil hombres entusiasmados, y que se prometen la reconquista de estas vastas provincias». Según Restrepo, Tello envía al teniente coronel Morillo a Baragua con 900 soldados, donde dispersa a los 500 soldados de Reyes Vargas el 16 de enero; en cambio, La Torre afirma que Morillo mandaba apenas 300 soldados contra los 500 de Reyes Vargas, atacándolos sorpresivamente al amanecer, logró vencerlos y tomar algunos fusiles, 3 cajas de guerra, una corneta, 7 cargas de municiones, una porción de piedras de chispa y 10 prisioneros. Los vencidos también dejaron muchos muertos y heridos, incluyendo dos oficiales, mientras que las bajas monárquicas fueron de un oficial y dos soldados heridos. Poco después saquea Carora, capturando 4.000 cabezas de ganado para enviarlos a la hambrienta guarnición de Puerto Cabello. Al volver a su base de operaciones La Torre se entera de que los republicanos habían abandonado el bloqueo contra ella y dispersaron sus fuerzas en regiones donde temían que los realistas les atacaran.
Este reinicio del conflicto en Venezuela (unido a una rebelión en Pasto) desconcertaron a Bolívar, quien estaba más preocupado de posibles invasiones desde La Habana o Puerto Rico o en conquistar Panamá con una expedición de 2.000 venezolanos y 1.000 magdalenos que había encargado a Francisco de Paula Santander reclutar y armas.

### Decimonónica
- Baralt, Rafael María; Ramón Díaz (1841). Resumen de la historia de Venezuela, desde el año 1797 hasta el de 1830 II. París: Imprenta de H. Fournier y Cía.
- De La Torre, Miguel (1847).  Fermín Gonzalo Morón, Ignacio de Ramon Carbonell, ed. Revista de España: de Indias y del extrangero VIII. Madrid: Alegría y Charlain, Imprenta de M. Rivadaneyra.
- Díaz, José Domingo (1829). Recuerdos sobre la rebelión de Caracas. Madrid: Imprenta de León de Amarita.
- González Chávez, Nicolás (1880). Cuadros sinópticos de la guerra de la independencia de los Estados Unidos de Colombia. París: A. Lahure.
- Laborde Navarro, Ángel (1828). Opúsculo histórico acerca de los principales sucesos de la reciente guerra hecha en las Provincias de Venezuela, etc. Manuscritos 1828. Madrid: Museo Naval del Ministerio de Marina de España, Copia mecanográfica existente en la Biblioteca del autor y en la Academia Nacional de la Historia.
- Mitre, Bartolomé (1890). Historia de San Martín y de la emancipación sud-americana III. Buenos Aires: Félix Lajouane.
- Montenegro Colón, Feliciano (1837). Geografía general para el uso de la juventud de Venezuela IV. Caracas: Imprenta de Damiron y Dupouy.
- Restrepo, José Manuel (1858). Historia de la Revolución de la República de Colombia en la América Meridional III. Besanzón: José Jacquin.
- Rivas Vicuña, Francisco (1940). Las guerras de Bolívar: La gran Colombia, 1821-1823 V. Santiago: Editorial "Victoria", Manrique & Ramírez Ángel.
- Torrente, Mariano (1830). Historia de la revolución hispano-americana III. Madrid: Imprenta de León de Amarita.

### Moderna
- Arcaya, Pedro Manuel (1974). La guerra de la independencia en Coro y Paraguaná. Caracas: Cromotip.
- Beltrán Guerrero, Luis (1993). «La independencia espiritual». Ensayos y poesías. Caracas: Fundación Biblioteca Ayacucho. Selección, prólogo y cronología por Juandemaro Querales. Bibliografía por Juandemaro Querales & Horacio Jorge Becco. Publicado originalmente el 7 de agosto de 1973. pp. 60-61. ISBN 9789802762347.
- Dávila, Vicente (1926). Acciones de guerra en Venezuela durante su independencia. Caracas: Tipografía Americana.
- De Madariaga, Salvador (1976). El Ciclo Hispánico: El ocaso del imperio español en América. Bolívar II. Buenos Aires: Editorial Sudamericana.
- Esteves González, Edgar (2007). Batallas de Venezuela, 1810-1824. Caracas: El Nacional. ISBN 978-980-388-074-3.
- Fernández Pascua, Delfina (1992). Últimos reductos españoles en América. Barcelona: Mapfre. ISBN 9788471003126.
- Fernández Pascua, Delfina (1994). «Bolívar y La Torre: Frustración de la Esperanza de Llegar a Acuerdos de Paz en Venezuela en el Trienio Liberal». Anuario de Estudios Bolivarianos III (3): 9-60. ISSN 1315-0243.
- Fernández Pascua, Delfina (1999). «La Marina Española en la Reconquista de Paraguaná y Coro (1821)». Anuario de Estudios Bolivarianos (Caracas: Universidad Simón Bolívar) VII (7-8): 11-29. Por problemas presupuestarios ambos números se publicaron juntos. ISSN 1315-0243.
- Gasparini, Graziano; Luise Margolies (1985). Paraguaná: tradiciones y cambios en el hábitat de una región venezolana. Caracas: E. Armitano Editor.
- Gil Fortoul, José (1954). Historia constitucional de Venezuela: La independencia. Caracas: Ministerio de Educación.
- González, Asdrúbal (1988). La Guerra de Independencia en Puerto Cabello. Caracas: Editora Venezuela en el Mundo.
- Henao, Jesús María; Gerardo Arrubla (1985). Historia de Colombia II. Bogotá: Plaza Janés. ISBN 9789581400003.
- Jurado Toro, Bernardo (1974). La batalla naval del Lago de Maracaibo: librada el 24 de Julio de 1823. Caracas: Lotería de Beneficencia Pública del Distrito Federal.
- Lecuna, Vicente (1950). Crónica razonada de las guerras de Bolívar III. Nueva York: Colonial Press.
- León Tello, Pilar (1986). El Ejército expedicionario de Costa Firme: documentos del Conde de Torrepando conservados en el Archivo Histórico Nacional II. Madrid: Real Academia de la Historia. ISBN 9788460044727.
- Lovera Reyes, Elina (2007). De leales monárquicos a ciudadanos republicanos: Coro 1810-1858. Caracas: Academia Nacional de Historia. ISBN 9789802229994.
- Lovera Reyes, Elina (2011). «El fidelismo de los indios caquetíos de Coro durante la independencia de Venezuela». Tiempo y Espacio (Caracas: Centro de Investigaciones Históricas "Mario Briceño Iragorry") XXI (56): 9-29.
- Madueño Galán, José María (2012). «El combate naval del lago de Maracaibo». Cuaderno Monográficos (Madrid: Instituto de Historia y Cultura Naval. Recopilación de las XLIV Jornadas de Historia Marítima: "La independencia de América española 1812-1828". Dirección de Gonzalo Rodríguez González-Aller.) (65): 51-81.
- Morales Padrón, Francisco (1976). «Francisco Tomás Morales, último capitán general de Venezuela». Anuario de Estudios Americanos XXXIII. Sevilla: Escuela de Estudios Hispano-Americanos (Consejo Superior de Investigaciones Científicas). pp. 641-712.
- Pérez Ochoa, Eduardo (1982). La guerra irregular en la independencia de la Nueva Granada y Venezuela 1810-1830. Tunja: Vicerrectoría de Investigaciones y Extensión Universitaria de la Universidad Pedagógica y Tecnológica de Colombia & Ediciones La Rana y el Águila.
- Pérez Tenreiro, Tomás (1972). Los sucesos militares de Coro en los años de 1821 y 1822. Caracas: Archivo General de la Nación.
- Pérez Tenreiro, Tomás (1994). Para acercarnos a don Francisco Tomás Morales, mariscal de campo, último capitán general en Tierra Firme, y a José Tomás Boves, coronel, primera lanza del Rey. Caracas: Academia Nacional de la Historia. ISBN 9789802228379.
- Pérez Turrado, Gaspar (1992). La Marina Española en la Independencia de Costa Firme. Madrid: Editorial Naval. ISBN 9788473410687.
- Semprún, José; Alfonso Bullón de Mendoza (1992). El ejército realista en la Independencia americana. Madrid: Mapfre. ISBN 84-7100-518-2.
- Valencia Tovar, Álvaro; José Manuel Villalobos Barradas (1993). Historia de las fuerzas militares de Colombia. Ejército I. Bogotá: Planeta. ISBN 978-9-58614-355-4.
- Vargas, Francisco Alejandro (1974). «Toma de la plaza fuerte de Puerto Cabello». Boletín de la Academia Nacional de la Historia (Caracas: Academia Nacional de la Historia) LVII (225): 70-84.
- Zarama Rincón, Rosa Isabel (2004). «Héroes y Antihéroes en Pasto y Coro, 1821-1824». Montalbán (Caracas: Universidad Católica Andrés Bello) (38): 89-136.

- Datos: Q30904725